# Mirastrella biradialis
Mirastrella biradialis is een zeester uit de familie Leilasteridae.
De wetenschappelijke naam van de soort werd in 1940 gepubliceerd door Walter Kenrick Fisher.